# 사직중학교
사직중학교(社稷中學校)는 대한민국 부산광역시 동래구 사직동에 있는 공립 중학교이다.

## 학교 연혁
- 1980년 10월 28일 : 교사 신축공사 기공
- 1981년 1월 15일 : 학교 설립 인가(13학급)
- 1981년 3월 1일 : 초대 권혁한 교장 취임
- 1981년 3월 5일 : 개교 및 제1회 입학식(13학급)
- 1981년 3월 20일 : 교가 및 교기 제작
- 1982년 6월 20일 : 야구부 창단
- 1984년 2월 14일 : 제1회 졸업식(13학급 879명)
- 1998년 11월 26일 : 동래교육청지정거점 모델학교 지정
- 2004년 8월 26일 : 본관 5증 다목적실 사직관 증축
- 2005년 9월 30일 : 참향기 도서관 개관
- 2008년 6월 11일 : 수업분석실 시설 완공
- 2023년 3월 1일 : 제18대 정준일 교장 취임
- 2023년 12월 29일 : 제41회 졸업식(296명, 누계 19,509명)
- 2024년 3월 4일 : 제44회 입학식(10학급 287명)

## 참고 자료
- 사직중학교 - 한국교육학술정보원 학교알리미